# Onze Lieve Vrouwe ten Hemelopneming (Houten)
De Onze Lieve Vrouwe ten Hemelopneming is een rooms-katholieke kerk aan de Loerikseweg 10 in de Nederlandse plaats Houten.
De kerk werd ontworpen door Alfred Tepe en was gereed in 1885. Het is een driebeukige kruisbasiliek met een achtzijdige vieringtoren, die uniek is in Tepe's werk, en een vijfkantig koor. Dit koormodel paste hij onder andere ook toe in de kapel van de Begraafplaats Sint Barbara in Utrecht. Terwijl het overige werk van Tepe volledig in neogotische stijl is, paste hij hier eenmalig bouwelementen uit de romaanse architectuur toe, meer bepaald de boogfriezen en de ronde vensters van de lichtbeuk. De vieringtoren is geïnspireerd op kerkjes uit de Ardennen.
De vensters zijn in de loop der tijd allemaal vervangen door glas in lood; hier zat echter steeds een geruime tijd tussen omdat er niet voldoende geld aanwezig was om dit in één keer te kunnen doen. Dat hield in dat er steeds andere vaklieden aan te pas kwamen om deze ramen te maken, onder wie Henricus Kocken.
Ook waren hier ooit mooie schilderingen van de hand van G.B.F. Jansen uit Zevenaar. Dit naar een ontwerp van Friedrich Wilhelm Mengelberg. Het schilderwerk heeft ruim 70 jaar dienstgedaan, maar in 1958 werden de muren overgeschilderd. Zodoende kijk je nu feitelijk weer naar het allereerste begin hoe het interieur er oorspronkelijk uitzag.

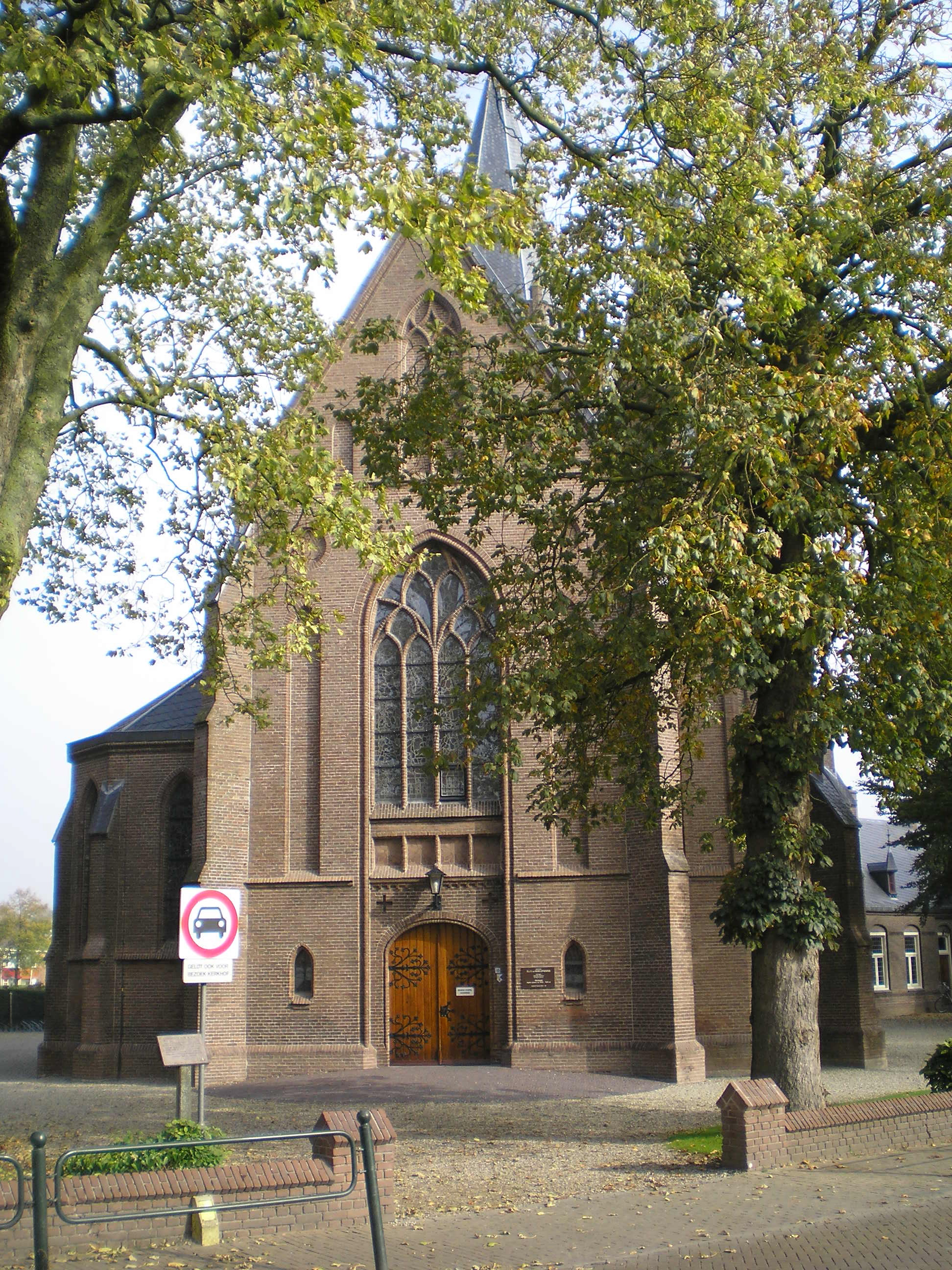
Onze Lieve Vrouwe ten Hemelopneming aan de Loerikseweg 10 te Houten
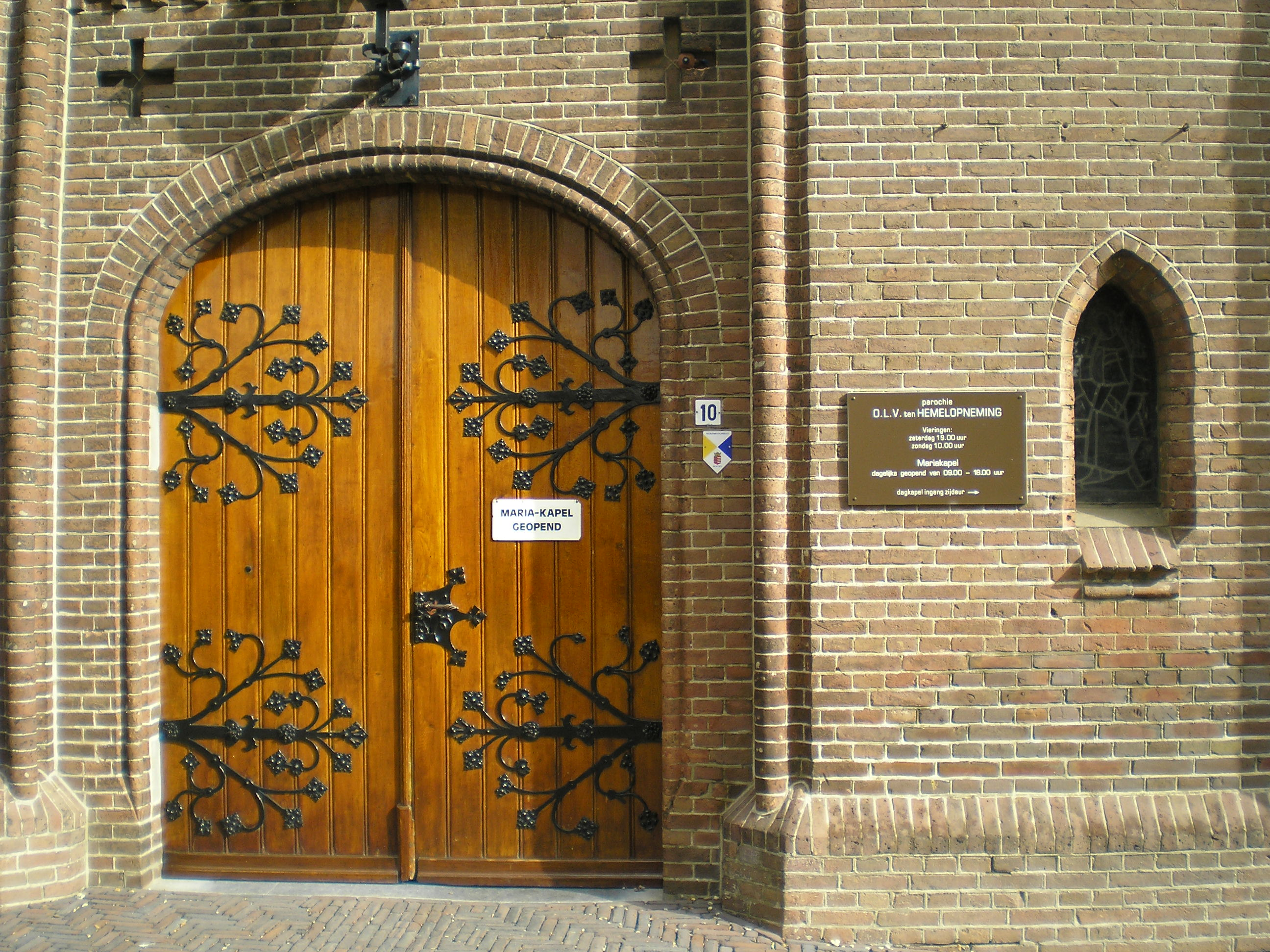
Rijksmonument OLV ten Hemelopneming aan de Loerikseweg 10 te Houten
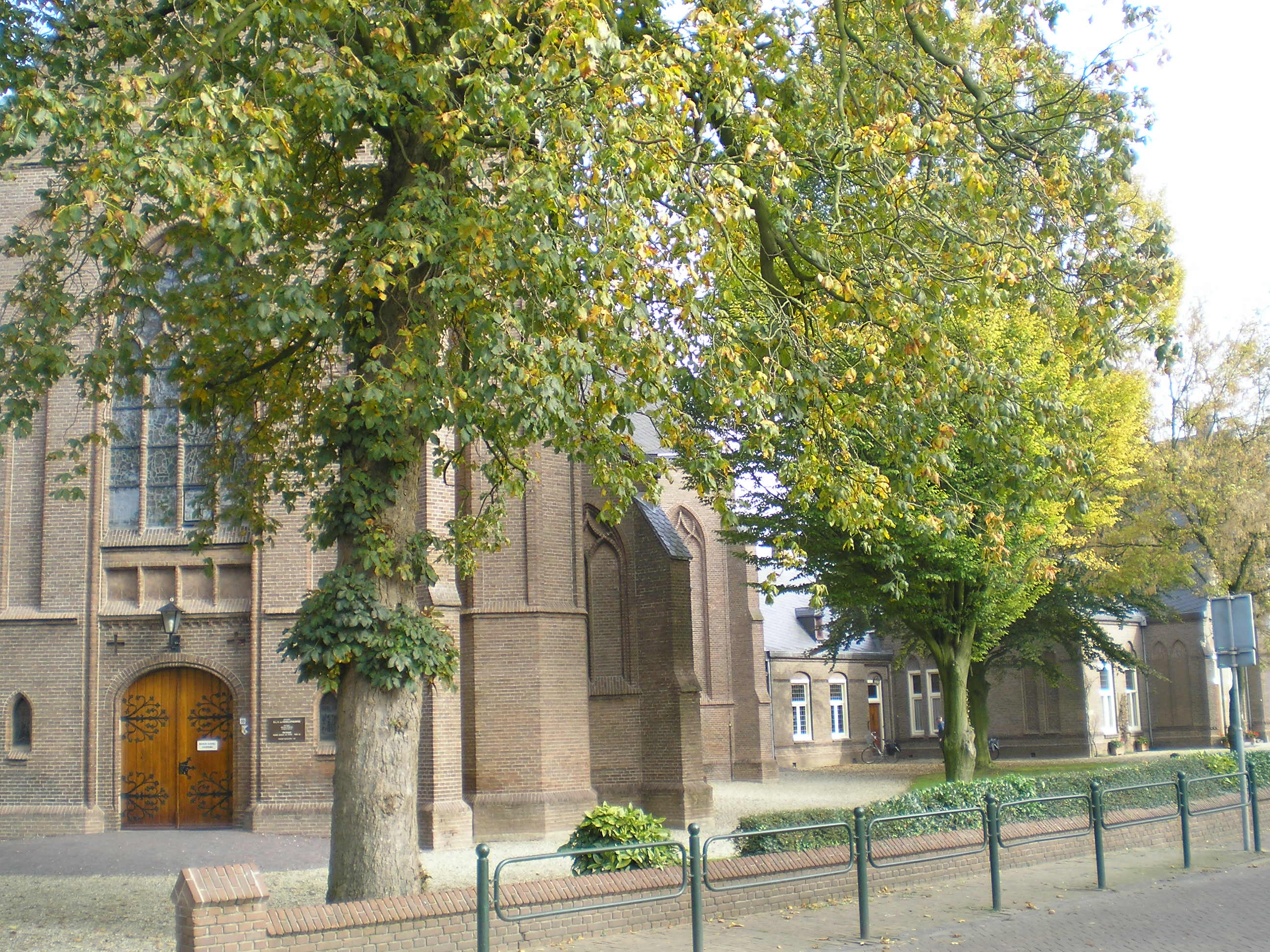
OLV ten Hemelopneming aan de Loerikseweg 10 te Houten